# Kelly McCormick (Wasserspringerin)
Kelly Anne McCormick (* 13. Februar 1960 in Anaheim) ist eine ehemalige amerikanische Wasserspringerin. Sie nahm zweimal an Olympischen Spielen teil und gewann dabei zwei Medaillen.

## Karriere
Kelly McCormick ist die Tochter von Pat McCormick, die vier Goldmedaillen im Wasserspringen gewonnen hatte. Sie studierte an der Ohio State University. Ab 1977 gehörte sie dem amerikanischen Nationalteam an. Ihre erste Landesmeisterschaft vom Drei-Meter-Brett gewann sie im Jahr 1982. Bei den Panamerikanischen Spielen des Jahres 1983 in Caracas gewann sie Gold vom Drei-Meter-Brett. Ein Jahr später konnte McCormick bei den Olympischen Sommerspielen 1984 in Los Angeles Silber vom Drei-Meter-Brett gewinnen und platzierte sich damit hinter der Kanadierin Sylvie Bernier. Kelly McCormick nahm an der Schwimmweltmeisterschaften 1986 in Madrid teil und wurde Achte. 1987 nahm Kelly McCormick an den Panamerika Spielen in Indianapolis teil. Dort konnte sie ihren Titel von vor vier Jahren verteidigen. Bei den Olympischen Sommerspielen 1988 in Seoul startete sie ebenfalls vom Drei-Meter-Brett. Hinter den Chinesinnen Gao Min und Li Qing konnte sie die Bronzemedaille gewinnen.